# الأمر السامي (السعودية)
الأمر السامي هو وثيقة رسمية لها صيغة محددة تصدر من رئيس مجلس الوزراء السعودي أو أحد نوابه.
ولا يجوز قانونا مخالفتها، ويجب العمل بنصها ومقتضاها.
كما أنه يعدّ حجة قضائية تلتزم بها حتى المحكمة العليا، أعلى سلطة قضائية في النظام القانوني السعودي.
لا يصدر الأمر السامي باعتباره رغبة خاصة بالملك، بل كجزء من عمل مجلس الوزراء، وتراجعه الهيئة القانونية، أو هيئة الخبراء.
ويأتي الأمر السامي بطريقة شفهية أو مكتوبة، للتأكد من صحة وصلاحية ما يتخذ من قرارات في شؤون معينة، مثل اعتماد القرارات المتعلقة بالإصلاح الإداري، والموافقة على تنفيذ الأحكام القضائية، واعتماد السفراء والممثلين الأجانب لدى المملكة. 